# Himmelslaterne

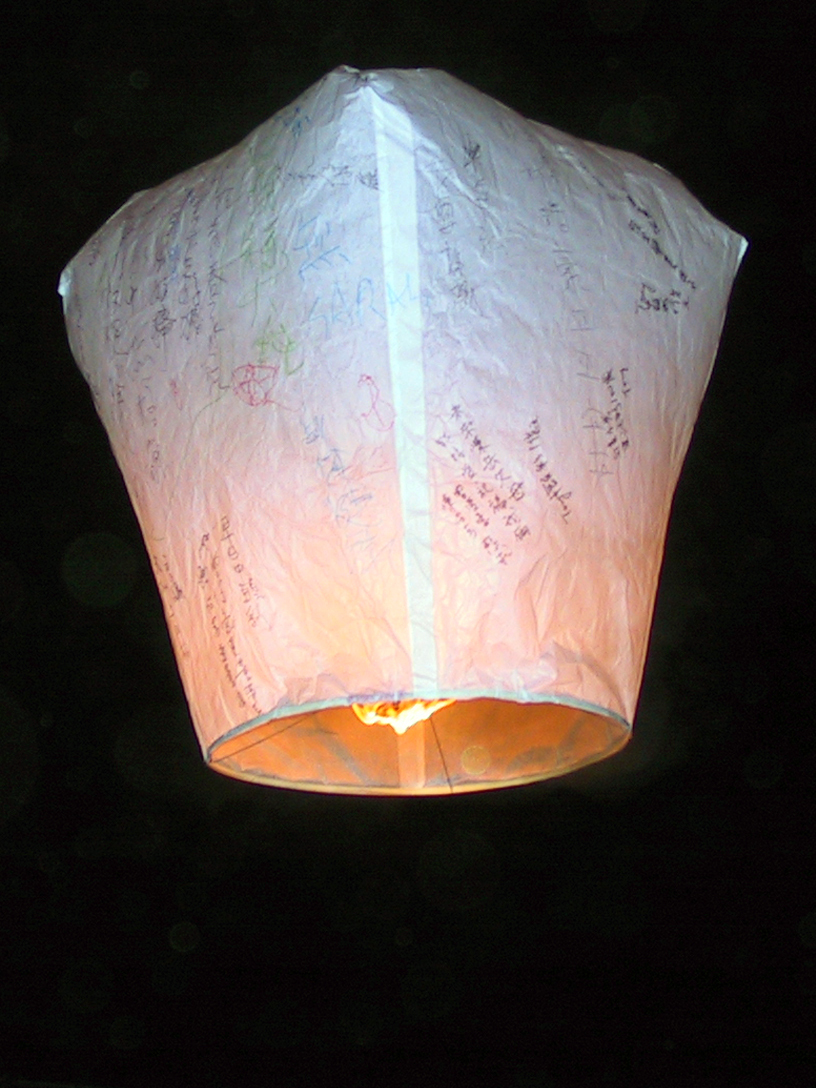
Aufsteigende Kong-Ming-Laterne

Eine Himmelslaterne (chinesisch 天燈 / 天灯, Pinyin Tiāndēng, Jyutping Tin1dang1, englisch Sky-Lantern – „Himmels-Lampion“), auch Kong-Ming-Laterne bzw. Kongming-Laterne (孔明燈 / 孔明灯,  Kǒngmíngdēng, Jyutping Hung2ming4dang1) ist ein Lampion in Leichtbauweise, der in die Luft aufsteigen kann. Der Auftrieb wird durch Erwärmung der im Ballonkörper enthaltenen Luft mittels einer eigenen Feuerquelle erzeugt. Sie wurde vor fast 2000 Jahren in China vom Militärführer Kong Ming entwickelt und als Kommunikationsmittel eingesetzt und ist damit der älteste Heißluftballon der Welt. Auch heute werden sie in verschiedenen asiatischen Ländern (insbesondere zum chinesischen Neujahr) von Einheimischen steigen gelassen, aber auch das ganze Jahr etwa an Touristenstränden verkauft. Andere Handelsnamen sind Glückslaterne, Wunschlaterne, Himmelskerze (englisch Skycandle), oder aus dem thailändischen Khom Loy.
Ab Anfang der 2000er-Jahre wurden Himmelslaternen auch in Europa bekannt; nach einem heftigen, aber kurzen Verkaufserfolg wurden sie in Deutschland, Österreich und Liechtenstein sowie in manchen Gebieten der Schweiz verboten.

## Bauweise und Prinzip

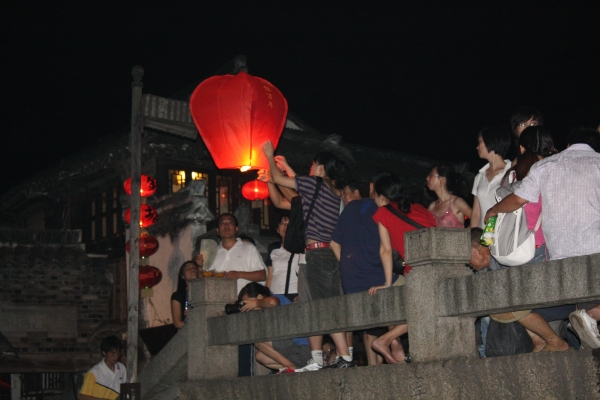
Touristen lassen eine Himmelslaterne in Xitang (China) steigen

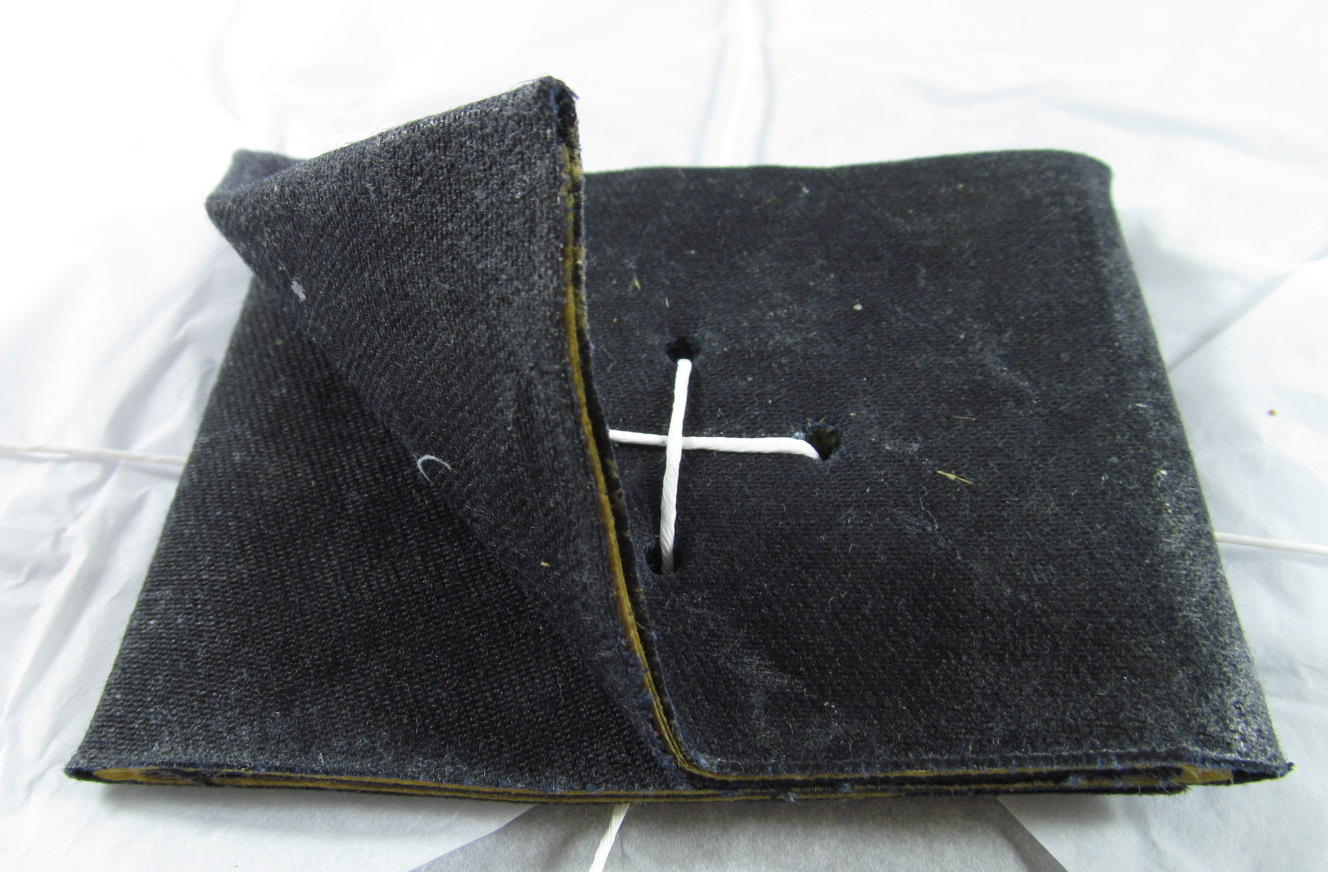
Brandsatz aus wachsgetränktem Baumwollstoff, befestigt mit Keramikschnur

Eine nach unten offene Papiertüte wird durch einen runden Rahmen aus einem zarten Bambusspan und 2 Drahtspeichen aufgespannt. Die Höhe beträgt etwa einen Meter und der Durchmesser 40 bis 60 Zentimeter. In der Öffnung hängt ein mit einer brennbaren Flüssigkeit oder Wachs getränkter Baumwollstoff, Papier oder poröser Körper. Die Flamme beleuchtet die Laterne und erzeugt den Auftrieb, der nach dem Prinzip eines Heißluftballons funktioniert. Die Luft im Inneren der Laterne wird durch die Flammenbrandgase erwärmt, dehnt sich aus und ihre Dichte sinkt unter die der Außenluft. Damit wird die Laterne leichter als ihre Umgebung. Das bewirkt einen Auftrieb, der die Laterne aufsteigen lässt. Durch das dünne Seidenpapier bzw. Reispapier erstrahlt die Laterne hell und ist auf etliche Kilometer sichtbar.
Schon leichter Wind oder Luftturbulenz führt zu starkem Schwanken des Ballons noch in der Haltephase und verhindert sicheres Starten. Je nach Größe von Ballon und Brennstoffportion, aber auch abhängig von der Umgebungstemperatur, dauert die Brennphase 5 bis 30 Minuten, wobei die Flamme etwa mit dem kleiner werdenden Brennteil kleiner wird, passend zum geringer werdenden Auftriebsbedarf. Zuletzt (Mitte 2009 in Österreich) verkaufte Exemplare hatten brandhemmend mit Salzen imprägniertes Papier. Bei klarem Nachthimmel und etwas Wind entfernte sich ein Ballon nach 20 Minuten so weit, dass er nur noch punktförmig und so hell wie ein sehr heller Stern am Himmel erschien.

## Geschichte

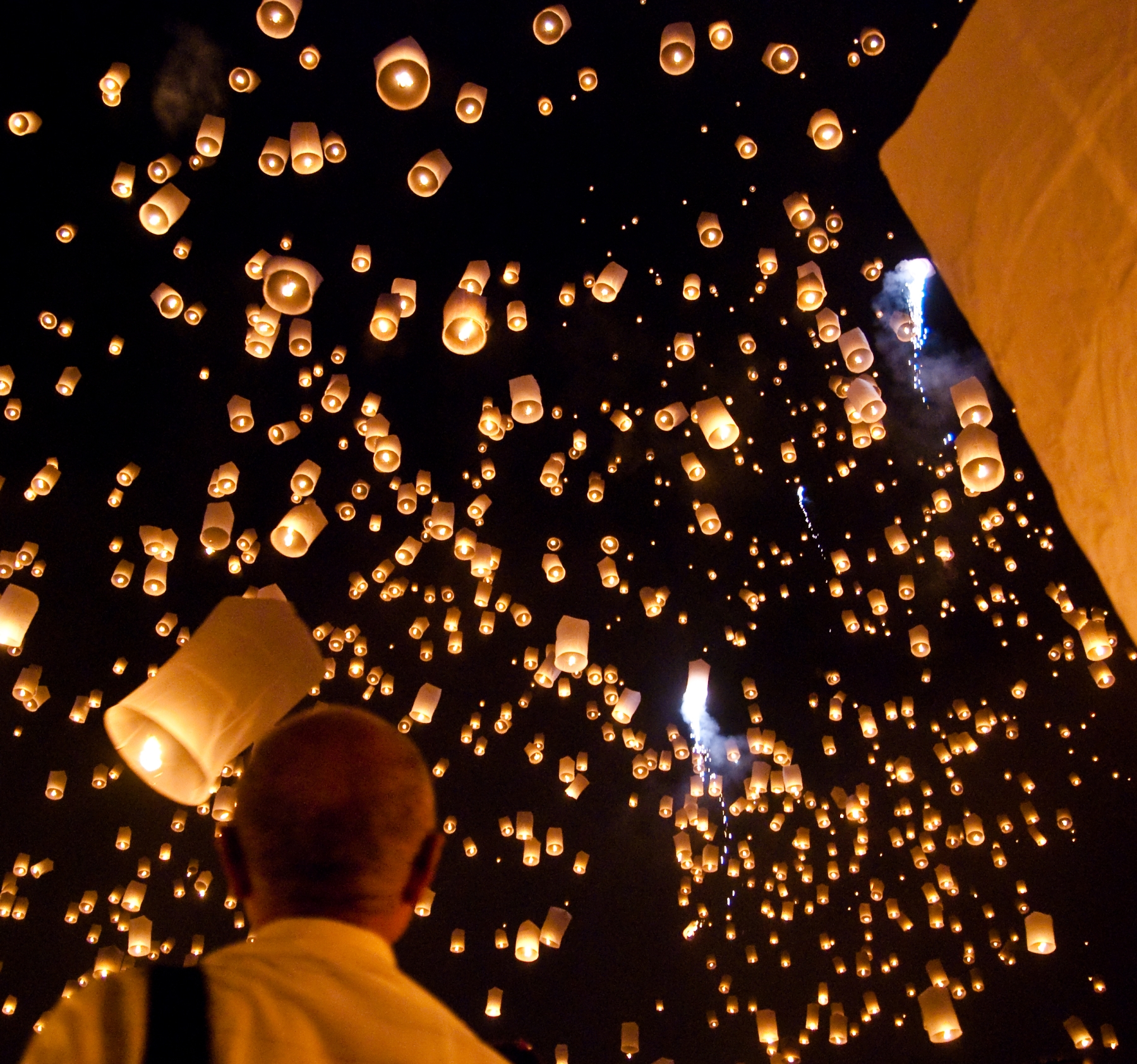
Himmelslaternen beim Lichterfest in Maecho (Thailand)

Die Himmelslaterne wurde vor fast 2000 Jahren vom chinesischen Militärführer und Gelehrten Zhuge Liang entwickelt, dessen „Rufname“ Kongming war – daher auch Kongming-Laterne –, und zur Kommunikation eingesetzt. Der Überlieferung nach waren er und seine Armee von Feinden umzingelt, mit den Ballons konnten sie jedoch um Hilfe rufen. Durch die große Flughöhe sind die Laternen über viele Kilometer sichtbar. Später wurden die Laternen zu besonderen Anlässen wie Hochzeiten oder verschiedenen Festen benutzt, sie sollten Glück bringen und Wünsche erfüllen. Eines der bekanntesten Feste, an denen die Laternen benutzt wurden und werden, ist das chinesische Laternenfest, dessen Ursprünge bis in das dritte Jahrhundert zurückreichen.
2005 wurden am Strand von Khao Lak (Thailand) 5000 Himmelslaternen im Gedenken an die Opfer des Seebebens im Indischen Ozean 2004 in den Nachthimmel geschickt.
In Europa waren die Laternen ab 2006 frei erhältlich, nach mehreren Unglücksfällen ist ihr Gebrauch jedoch zunehmend national reglementiert beziehungsweise gänzlich untersagt.

## Gefahren

### Brände
Die Laternen können Strecken von vielen Kilometern zurücklegen, wobei ihre Flugrichtung durch wechselnde Windrichtungen unvorhersehbar wird. Im Normalfall sinkt die Himmelslaterne erst dann zu Boden, wenn der Brandsatz erschöpft ist.
Von den Laternen kann eine erhebliche Brandgefahr ausgehen, etwa durch Entzündung beim Start, wodurch umstehende Personen gefährdet werden. Wenn die Laterne in regulär brennendem Zustand wegen Auftriebsverlusts (undichte Ballonhülle, Fallwinde) abstürzt oder in der Luft Feuer fängt (z. B. durch Windstoß), birgt sie Gefahr für Gebäude und Bäume. Auch durch Hineintreiben in Hindernisse kann die Laterne Brände entfachen, selbst die glühenden Reste nach vollständiger Verbrennung des Brennstoffes sind noch gefährlich.
Besonders hoch ist das Brandrisiko, wenn die Laternen bei lang anhaltender trockener Witterung eingesetzt werden, da dann eine erhöhte Waldbrandgefahr besteht.
Beispiele
Im Jahr 2009 entfachten Himmelslaternen einer Hochzeitsgesellschaft in Hessen einen Hausbrand und verursachten einen Schaden von 300.000 Euro.
Im gleichen Jahr brannte eine Steganlage eines Yachthafens am Rhein bei einer anderen Hochzeitsfeier durch von der Brautmutter gekaufte Himmelslaternen, die hierfür nach einem OLG-Urteil haften musste.
Ebenfalls 2009 starb in Siegen ein Zehnjähriger an einem durch eine Himmelslaterne verursachten Brand.
In der Neujahrsnacht 2020 wurde das Affenhaus im Zoo Krefeld durch Himmelslaternen in Brand gesetzt. Dabei kamen 21 Affen, Flughunde und Vögel ums Leben. Drei Frauen, die Himmelslaternen trotz des geltenden Verbots gestartet hatten, stellten sich später den Behörden, im Dezember 2020 akzeptierten sie Strafbefehle über jeweils 180 Tagessätze.

### Weitere Gefahren
Aufgrund der Steighöhe von Himmelslaternen wird eine Beeinträchtigung oder Gefährdung des bodennahen Flugverkehrs gesehen, da sie Piloten irritieren können und in den Radarbereich der Flugüberwachung und Flugsicherung eindringen können.
Eine weitere mögliche negative Folge ist die Irritation von z. B. Kraftfahrzeuglenkern durch herabsinkende Ballons. Gelegentlich kommt es zu Falschalarmen bei der Feuerwehr und zu UFO-Meldungen.
Die Drahtspeichen des Öffnungsrings können bei Weidevieh Magenverletzungen hervorrufen und auch Stromleitungen kurzschließen. Besser ist daher die Befestigung des Brandsatzes mit Keramikschnur.
In Italien wurde 2018 von Teer- und Plastikteilchen berichtet, die von solchen Lampions stammten und in den Pansen von Weidekühen gelangt seien. Laternenreste im Pflanzenaufwuchs seien nicht mehr sichtbar und kämen so in den Futterkreislauf.

## Rechtslage

### Überblick und allgemeine Risiken
Für Himmelslaternen sind in vielen Staaten bisher keine gesetzlichen Regelungen vorgesehen.
Vor dem Hintergrund der beschriebenen Gefahren und der gestiegenen Verbreitung der Laternen auch in Europa nahmen gesetzliche Einschränkungen oder Totalverbote für deren Gebrauch zu. Die zu beachtenden Vorschriften und Genehmigungsverfahren unterscheiden sich in den einzelnen Staaten und Ländern.
Versicherungen können nach Bränden auch bei genehmigten oder zulässigen Laternenflügen mit Hinweis auf die allgemeinen Versicherungsbedingungen eine Schadensregulierung verweigern.
Kommt es zu einem Brandunglück, kann das als fahrlässige Brandstiftung geahndet werden.

### Deutschland mit einzelnen Bundesländern
Schon 1936 wurde im Deutschen Reich, nachdem der Einsatz von Himmelslaternen einige Brände hervorgerufen hatte, eine Polizeiverordnung über Papierballons mit Brennstoffantrieb erlassen, in der Papierballons mit Brennstoff oder Kerzen verboten waren.
Der Grund für das Verbot der Himmelslaternen in allen Bundesländern der Bundesrepublik Deutschland war der Tod eines zehnjährigen Jungen nahe Siegen, verursacht durch eine Himmelslaterne eines 23-jährigen Nachbars.
In Baden-Württemberg wurden Himmelslaternen als ungesteuerte Flugkörper mit Eigenantrieb eingestuft, was jedoch vom Wortlaut der LuftVO in der Fassung vom 18. Januar 2010 nicht mehr gedeckt war. Deshalb beschloss das Landeskabinett im Jahr 2012 explizit ein Verbot.
Der Gebrauch von Himmelslaternen ist in Bayern durch § 18 Absatz 5 der Verordnung über die Verhütung von Bränden (VVB) untersagt. Ausnahmegenehmigungen werden laut Information des Innenministeriums grundsätzlich nicht erteilt. Hintergrund ist, dass die frei fliegenden, unbemannten Heißluftballone nicht kontrollierbare, bewegliche, offene Feuerstätten im Sinne der VVB sind.
In Berlin ist eine Genehmigung für das Steigenlassen von Himmelslaternen erforderlich. Sie wird dort aber generell nicht erteilt, da Beeinträchtigungen im Luftverkehr und Waldbrandgefahr befürchtet werden.
In Sachsen-Anhalt gilt die Gefahrenabwehrverordnung zur Verhütung von Bränden durch die Benutzung von Ballonen.
Das Thüringer Innenministerium hat ein Verbot für das Aufsteigenlassen von Himmelslaternen ausgesprochen, das seit dem 19. Oktober 2009 gilt.
Auch alle anderen Bundesländer haben Verbote erlassen: In Niedersachsen seit dem 1. Mai 2009,
in Nordrhein-Westfalen seit dem 18. Juli 2009,
in Hessen seit dem 23. Juli 2009,
in Mecklenburg-Vorpommern seit dem 26. August 2009,
in Schleswig-Holstein seit dem 28. August 2009,
in Rheinland-Pfalz seit dem 1. September 2009,
in Sachsen seit dem 1. September 2009, im Saarland seit dem 2. Oktober 2009,
in Bremen seit dem 14. Oktober 2009,
in Hamburg seit dem 1. Februar 2010
und in Brandenburg seit dem 4. Februar 2010.
Das ungenehmigte Aufsteigenlassen wird landesrechtlich mit Geldbuße geahndet.
Dennoch konnten derartige Objekte über das Internet erworben werden.
Die Bundesregierung beschloss 2023 auch ein Verbot des Inverkehrbringens von Himmelslaternen. Der entsprechenden Verordnung zum Produktsicherheitsgesetz stimmte der Bundesrat am 15. Dezember 2023 zu. Sie trat am 16. Januar 2024 in Kraft.
Trotzdem werden im Jahr 2024 noch immer Himmelslaternen zum Kauf angeboten, ein Verbotshinweis für Deutschland ist dabei nicht erkennbar.

### Niederlande
Die Verwendung von Himmelslaternen ist in den Niederlanden erlaubt, wenn sie den technischen Sicherheitsanforderungen entsprechen. Himmelslaternen, die diesen Anforderungen nicht entsprechen, dürfen vom Handel in den Niederlanden nicht vertrieben werden.

### Österreich
In Österreich ist das Inverkehrbringen (das ist „das Feilhalten, Verkaufen, Einführen, unentgeltliche Abgeben oder Verteilen eines Produktes sowie seine Anwendung oder Überlassung im Rahmen einer Dienstleistung“) derartiger Laternen durch die Wunschlaternen-Verordnung des Bundesministers für Arbeit, Soziales und Konsumentenschutz zum Produktsicherheitsgesetz 2004 seit dem 10. Dezember 2009 generell verboten.
Schon vorher war das Steigenlassen nur punktuell zulässig, bzw. generell eine Genehmigung seitens der Austro Control, der österreichischen Flugsicherungsbehörde, einzuholen, wie bei jedem Objekt, das Steighöhen über 400 Meter erreicht.

### Schweiz
In der Schweiz besteht kein landesweites Verbot des Steigenlassens von Himmelslaternen. Im Umkreis von fünf Kilometern zu einem Flughafen oder Flugplatz ist es jedoch verboten. In einzelnen Kantonen oder Gemeinden gibt es Vorschriften, die den Betrieb weiter einschränken oder ganz verbieten, beispielsweise aufgrund von Umweltschutzvorschriften, Reklameverordnungen oder Strassenverkehrsgesetzen. Eine klare Altersbegrenzung existiert nicht. Aufgrund der notwendigen Vorsichtsmaßnahmen wird oft empfohlen, Himmelskerzen nur unter Aufsicht Erwachsener steigen zu lassen.

### Vereinigtes Königreich
Im Vereinigten Königreich gibt es kein landesweites Verbot von Himmelslaternen. Allerdings besteht in 16 der 22 der Bezirke von Wales ein Verbot (Stand März 2017). Die Tierschutzorganisation Royal Society for the Prevention of Cruelty to Animals (RSPCA) forderte 2017 ein landesweites Verbot und zeigte ein Bild einer toten Eule, verstrickt zwischen Drahtspeichen und Reif einer Laterne.

## Trivia
- Aufgrund der kommerziellen Verbreitung der Himmelslaternen seit Anfang der 2000er Jahre in den verschiedenen Ländern Europas wurden diese vermehrt als „unbekannte Flugobjekte am Himmel“ (UFO) bei den zuständigen Stellen des Landes gemeldet.[48][49][50]
- In dem Filmdrama Melancholia des Regisseurs Lars von Trier (2011) lässt eine vornehme Hochzeitsgesellschaft mehrere von den Festgästen unterschriebene Himmelslaternen in den Nachthimmel steigen.
- Im Disney-Film Rapunzel – Neu verföhnt (2010) spielen Himmelslaternen eine zentrale Rolle, da sie stets am Geburtstag der gleichnamigen verschwundenen Königstochter entzündet werden und die Geschichte ins Rollen bringen.

## Anmerkung
1. ↑  „Kongming“ ist der Großjährigkeitsname (Zi – 字) von Zhuge Liang (181–234), historische Persönlichkeit im antiken China zur Zeit der Drei Reiche (etwa 208–280 n. Chr.).